# Hisashi Kurosaki
Hisashi Kurosaki (Awano, Districte de Kamitsuga (avui Kanuma), Prefectura de Tochigi, Japó, 8 de maig de 1968) és un exfutbolista japonès.

## Selecció japonesa
Hisashi Kurosaki va disputar 24 partits amb la selecció japonesa.